# Rivière Daniel (rivière Kâwâcebîyak)
Pour les articles homonymes, voir Daniel.
La rivière Daniel est un affluent de la rivière Kâwâcebîyak, coulant dans la municipalité de Eeyou Istchee Baie-James, dans la région administrative du Nord-du-Québec, au Québec, au Canada.
La confluence des rivières Kâwâcebîyak et Daniel est la limite sud de la Réserve de biodiversité projetée du Lac Taibi.
Les routes forestières R1000 (menant vers le Nord-Ouest coupant le milieu de la rivière) et la R0801 (sens Nord-Sud, desservant la partie supérieure du bassin versant et rejoignant la route 109) sont les plus accessibles.

## Géographie
Les bassins versants voisins de la rivière Daniel sont :
- côté nord : rivière Bell, rivière Kâwâcebîyak ;
- côté est : ruisseau Octikwakane, rivière Kâpiskagamacik, rivière Miskomin ;
- côté sud : rivière Bernetz, rivière Bigniba ;
- côté ouest : rivière de l'Esturgeon, rivière des Indiens, rivière Bell.

La rivière Daniel prend naissance d'un ruisseau drainant quelques zones de marais (altitude : 307 m).
Le cours de la rivière Daniel coule généralement vers le nord, plus ou moins en parallèle à la rivière de l'Esturgeon (située au Nord-Ouest) et à la rivière Bigniba (située au sud-est). Son cours coule sur environ 60 km selon les segments suivants :
- vers le nord-est, en formant une courbe vers le Sud, jusqu'à la route forestière R0801 ;
- vers le nord-Est, jusqu'à la route forestière R1000 ;
- vers le nord, jusqu'à sa confluence[2].

La rivière Daniel se déverse sur la rive Sud-Ouest de la Rivière Kâwâcebîyak, laquelle coule vers le nord à travers un chenal pour se déverser à son tour sur la rivière Bell après avoir longé l'île Kâmâgibihak. Le lac Taibi borde cette île du côté Ouest.
À partir de la confluence de la rivière Kâwâcebîyak, la rivière Bell coule vers le nord jusqu'à la rive Sud du lac Matagami. Cette dernière se déverse à son tour dans la rivière Nottaway, un affluent de la Baie de Rupert (Baie James).
La confluence de la rivière Daniel avec la rivière Bell est située au sud-ouest de la route 109 et au sud-est du centre-ville de Matagami.

## Histoire
Le terme « Daniel » constitue un prénom d'origine française.
Le toponyme Rivière Daniel a été officialisé le 5 décembre 1968 à la Commission de toponymie du Québec, soit lors de sa création.